# Bùi Văn Nam
Bùi Văn Nam (sinh năm 1955) là một tướng lĩnh của lực lượng Công an nhân dân Việt Nam với quân hàm Thượng tướng. Ông nguyên là Thủ trưởng Cơ quan An ninh điều tra Bộ Công an, Thứ trưởng Bộ Công an Việt Nam (2013–2021). Trong Đảng Cộng sản Việt Nam, ông là nguyên Ủy viên Thường vụ Đảng ủy Công an Trung ương, nguyên Ủy viên Ban Chấp hành Trung ương Đảng Cộng sản Việt Nam khóa XI, XII, Bí thư Tỉnh ủy Ninh Bình.

## Xuất thân và giáo dục
Bùi Văn Nam sinh ngày 6 tháng 7 năm 1955, quê quán tại xã Quang Trung, huyện Vụ Bản, tỉnh Nam Định.
Bùi Văn Nam từng theo học khóa 4 Đại học An ninh Nhân dân (nay là Học viện An ninh Nhân dân) (1972-1977), tốt nghiệp loại xuất sắc.
Bùi Văn Nam là Tiến sĩ chuyên ngành Luật. Ông có con trai là Bùi Hoàng Phương, sinh năm 1983, hiện là Thứ trưởng Bộ Khoa học và Công nghệ.

## Sự nghiệp
Sau khi tốt nghiệp đại học loại xuất sắc, Bùi Văn Nam về công tác tại Cục A13 (tên cũ của Cục tình báo), lần lượt trải qua các chức vụ Phó phòng, Trưởng phòng. Những năm sau đó, ông về trường Tình báo làm Trưởng khoa, sau đó quay lại Bộ Công an làm thư ký cho Bộ trưởng Công an Lê Minh Hương cho đến khi ông Hương thôi chức (2002), sau đó ông được bổ nhiệm Phó cục trưởng phụ trách công tác chính trị và tổ chức, Phó Tổng cục trưởng, Tổng cục trưởng Tổng cục Tình báo (Tổng cục V) và được bổ nhiệm làm Thứ trưởng Bộ Công an năm 2009. Cùng năm, ông được phong hàm Trung tướng.
Ngày 4 tháng 8 năm 2011, ông được Bộ Chính trị Ban Chấp hành Trung ương Đảng Cộng sản Việt Nam điều động làm Bí thư Tỉnh ủy Ninh Bình.
Ngày 5 tháng 8 năm 2013, ông lại được điều động trở về chức vụ Thứ trưởng Bộ Công an.
Ngày 22 tháng 10 năm 2013, ông được Chủ tịch nước Trương Tấn Sang trao quyết định thăng cấp bậc hàm từ Trung tướng lên Thượng tướng.
Ngày 10 tháng 8 năm 2018, Thượng tướng, Thứ trưởng Bùi Văn Nam được Bộ trưởng Bộ Công an Tô Lâm bổ nhiệm giữ chức danh tư pháp Thủ trưởng Cơ quan An ninh điều tra Bộ Công an theo quyết định số 4369/QĐ-BCA.
Ngày 21 tháng 5 năm 2020, Thượng tướng Bùi Văn Nam bàn giao chức danh tư pháp lại cho Trung tướng Lương Tam Quang.
Ngày 1 tháng 6 năm 2021, Thủ tướng Chính phủ Phạm Minh Chính ký Quyết định số 833/QĐ-TTg, Thượng tướng Bùi Văn Nam, Ủy viên Trung ương Đảng khoá XII, thôi giữ chức vụ Thứ trưởng Bộ Công an kể từ ngày ký.

## Phong tặng

### Lịch sử thụ phong quân hàm
| Năm thụ phong | 2005        | 2008        | 2013         |
| ------------- | ----------- | ----------- | ------------ |
| Cấp hiệu      |             |             |              |
| Tên cấp hiệu  | Thiếu tướng | Trung tướng | Thượng tướng |

### Huân huy chương
- Huân chương Quân công hạng Nhì (phó thủ tướng Nguyễn Sinh Hùng trao ngày 25 tháng 5 năm 2010)[5]
- Ngày 07/12/2020, Công bố Quyết định của Chủ tịch nước tặng thưởng Huân chương Quân công hạng Nhì.